# 罗贝尔·潘热
罗贝尔·潘热（1919年7月19日 - 1997年8月25日）是一位生于瑞士日內瓦的法国作家。1946年定居巴黎。1951年出版短篇小说集后一直专心写作。他参与了新小说运动。罗贝尔·潘热终生未婚。